# Калориметрична бомба

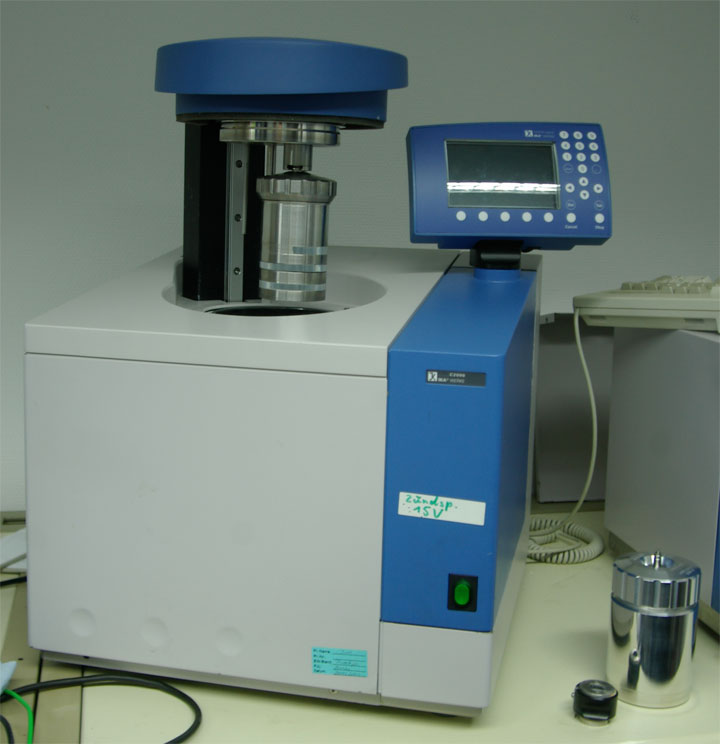
Калориметрична бомба в лабораторії

Схематична будова калориметричної бомби

Калориметрична бомба (рос. калориметрическая бомба, англ. calorimetric bomb, нім. Kalorimeterbombe f) — прилад для визначення теплоти вибуху вибухової речовини. Являє собою товстостінну сталеву посудину (об'ємом від кількох десятитисячних кубометра до 0,05 м³), яка герметично закривається кришкою, забезпеченою вводами для під'єднання електродетонатора, вентиляції і відбору проб. Для визначення кількості тепла, яке виділяється при вибуху, бомбу вміщують в калориметр з точно відміряною кількістю калориметричної рідини. У деяких випадках для визначення теплоти вибуху заміряють безпосередньо температуру тіла бомби без занурення її у воду.

## Інтернет-ресурси
- Isothermal Battery Calorimeters — National Renewable Energy Laboratory
- Fact Sheet: Isothermal Battery Calorimeters [Архівовано 20 січня 2022 у Wayback Machine.], National Renewable Energy Laboratory, March 2015